# St. Johann am Walde
St. Johann am Walde (auch Sankt Johann am Walde) ist eine Gemeinde mit 2061 Einwohnern (Stand 1. Jänner 2024) im Westen Oberösterreichs, im Bezirk Braunau am Inn im Innviertel.

## Geografie
St. Johann am Walde liegt auf 623 m Höhe auf dem Kobernaußerwald. Die Ausdehnung beträgt von Nord nach Süd 10,6 km, von West nach Ost 7,2 km. Die Gesamtfläche beträgt 40 km². 64,5 % der Fläche sind bewaldet, 31,5 % der Fläche sind landwirtschaftlich genutzt.

### Gemeindegliederung
Das Gemeindegebiet umfasst folgende 23 Ortschaften (in Klammern Einwohnerzahl Stand 1. Jänner 2024):
- Dobl (135)
- Frauschereck (198)
- Geierseck (70)
- Grubmühl (89)
- Höh (20)
- Klafterreith (165)
- Obereck (164)
- Peretseck (51)
- Raucheneck (40)
- Roith (35)
- Sankt Johann am Walde (261)
- Schauberg (105)
- Scherfeck (64)
- Schlagereck (201)
- Schnaidt (155)
- Schneibenschlag (60)
- Schöfeck (19)
- Schwandt (35)
- Stixeck (98)
- Straß (30)
- Warleiten (36)
- Windschnur (19)
- Winkl (11)

Die Gemeinde besteht aus der Katastralgemeinde St. Johann.
Der zuständige Gerichtsbezirk ist der Gerichtsbezirk Mattighofen.

### Nachbargemeinden
| Höhnhart       | Aspach                                      | Mettmach (Bez. Ried im Innkreis)                     |
| Maria Schmolln | Kompassrose, die auf Nachbargemeinden zeigt | Lohnsburg am Kobernaußerwald (Bez. Ried im Innkreis) |
|                | Lengau                                      | Pöndorf * (Bezirk Vöcklabruck)                       |

## Geschichte
Die Ortschaft entstand schon ab dem 13. Jahrhundert um die Kirche herum und war Zentrum eines wichtigen Holzeinschlaggebiets, wie es das Wappen zeigt.
Seit Gründung des Herzogtums Bayern war der Ort bis 1779 bayrisch und kam nach dem Frieden von Teschen mit dem Innviertel (damals 'Innbaiern') zu Österreich. Während der Napoleonischen Kriege wieder kurz bayrisch, gehört er seit 1814 endgültig zu Oberösterreich. Nach dem Anschluss Österreichs an das Deutsche Reich am 13. März 1938 gehörte der Ort zum Gau Oberdonau. Nach 1945 erfolgte die Wiederherstellung Oberösterreichs.
Am 18. August 2017 knickte während eines Feuerwehrfestes durch eine heftige Sturmböe ein Festzelt ein, wobei zwei Menschen starben und mehr als 100 Personen verletzt wurden.

### Namensherkunft
Die Pfarrkirche wurde Ende des 13. Jahrhunderts anstelle einer Jagdkapelle errichtet. Sie ist dem heiligen Johannes dem Täufer geweiht, daraus entstand in der Mundart Sailiga (seliger) Hans, heute sagt man Saiga Hans. Der Ort wurde dann auch St. Johann in der Püchen (S. Johans in der Puechen, 1580) genannt.

### Einwohnerentwicklung
Die Gemeinde ist mit Stand der Volkszählung vom 15. Mai 2001 mit 2.064 Einwohnern auf dem höchsten Stand seit Beginn der Volkszählungen. Danach blieb zwar die Geburtenbilanz positiv, die Abwanderung nahm aber zu, sodass die Bevölkerungszahl auf 2.056 im Jahr 2011 und auf 2.051 im Jahr 2018 sank.

## Kultur und Sehenswürdigkeiten

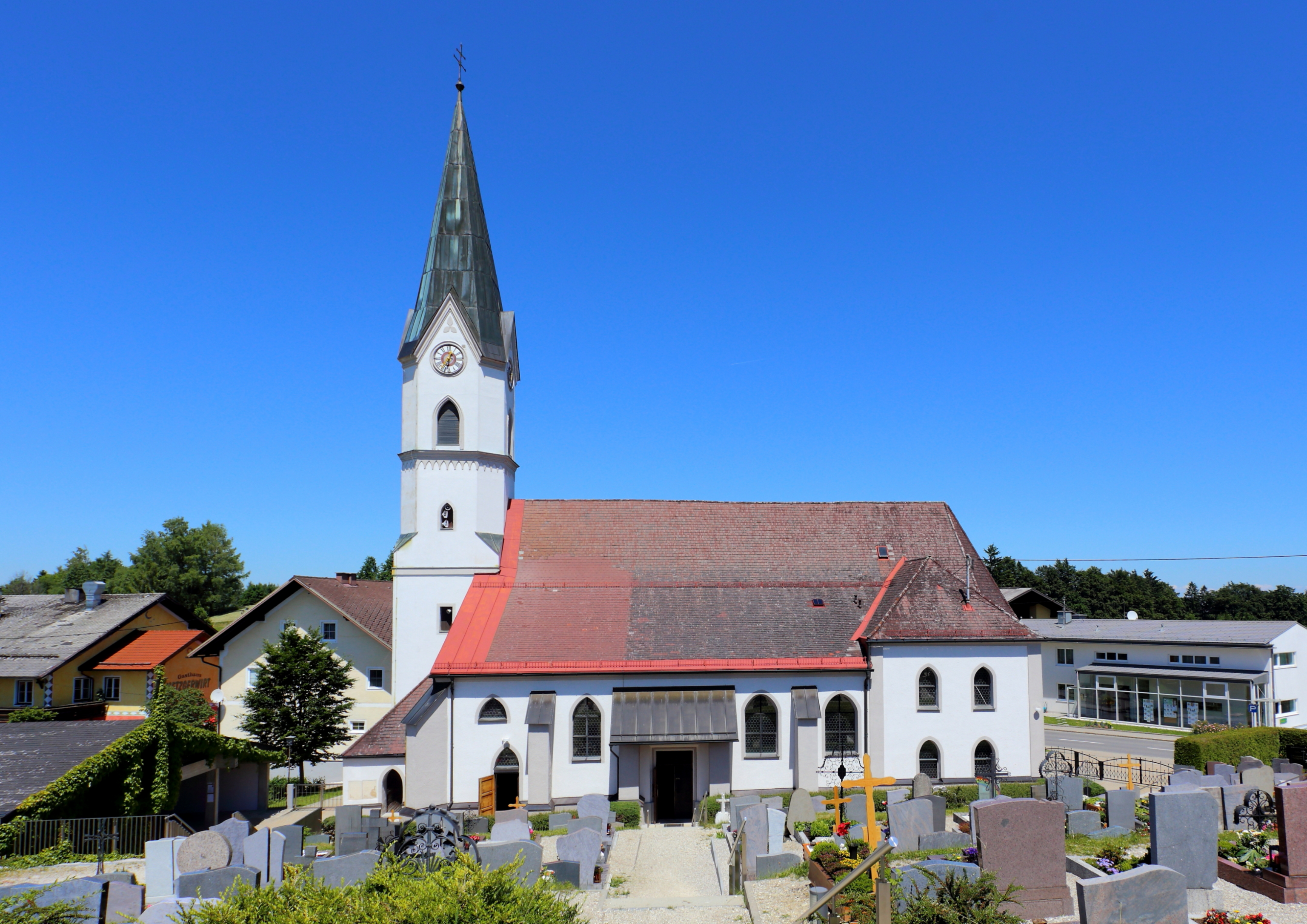
Pfarrkirche St. Johann am Walde

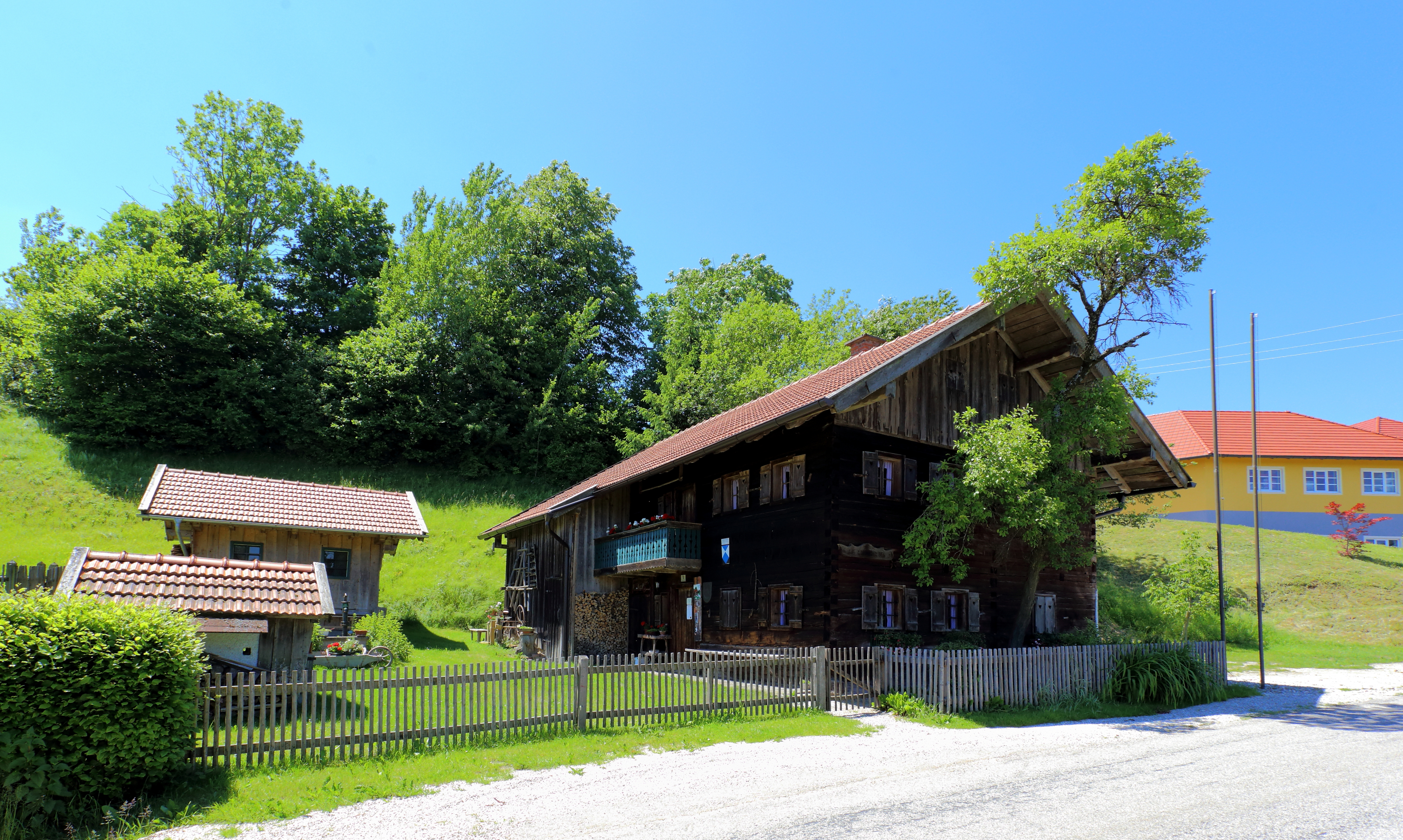
Heimatmuseum

- Pfarrkirche St. Johann am Walde: Ein gotischer Bau bei dem 1852 das Langhaus um zwei Joche erweitert und der 37 m hohe Westturm errichtet wurde. 1903 wurde im Süden ein Seitenschiff mit fünf Jochen angebaut. Der neugotische Hochaltar stammt aus der Werkstatt des Georg Wagner aus Braunau und wurde 1909 errichtet.[7]
- Beandhaus St. Johann am Walde: Das Beandhaus ist das einzige Museum in St. Johann am Walde. Der Name leitet sich vom Hausnamen der früheren Bewohner ab. Das Museum zeigt die kleinste Form einer landwirtschaftlichen Einheit und stellt eindrucksvoll dar, wie beschwerlich das Leben früher war. Seit 1990 ist dieses Museum für die Öffentlichkeit zugänglich.
- Naturschutzgebiet Spießmoja: Das Naturschutzgebiet 'Spießmoja' ist nach den ersten Siedlern dieser Gegend, den Spieaßmoja-Bauern benannt. Es besteht hauptsächlich aus einem Moor, in dem viele seltene Moorpflanzen zu finden sind.

Regelmäßige Veranstaltungen
- Frauscherecker Festtage: Diese werden jährlich, meist in der letzten Augustwoche, von der Freiwilligen Feuerwehr Frauschereck veranstaltet. Das Fest dauert zwei Tage, wobei am Samstag Bands spielen (Evergreens, Gassenhauer,...) und am Sonntag ein Frühschoppen stattfindet, bei dem für musikalische Umrahmung gesorgt wird.
- Pfingstfest: Veranstaltet vom Unionzweigverein Faustball: Am Pfingstsonntag findet ein sogenanntes Gauditurnier statt. Vereine aus dem Ort und der Umgebung geben sich hier beim Faustballspielen gegenseitig die Klinke in die Hand.
- Pfarrfest: Umrahmt von der Musikkapelle Sankt Johann veranstaltet die Pfarre einen Frühschoppen, der nach der morgendlichen Messe am Pfarrplatz stattfindet.
- Maschkerer: Dieser Brauch findet sowohl in Sankt Johann, als auch, fünf Tage später, in Maria Schmolln statt. Am 31. Dezember, also dem Silvesterabend, ziehen maskierte Passen von Haus zu Haus. Die Volkstanzgruppe und der Theaterverein pflegen das Maschkerergehen seit mehr als 200 Jahren. In den letzten Jahren haben sich in der Gemeinde immer mehr Kindergruppen zusammengeschlossen, die es den großen Zechen nachmachen.

## Wirtschaft und Infrastruktur
Im Jahr 2010 gab es in der Gemeinde St. Johann am Walde 114 land- und forstwirtschaftliche Betriebe, davon 52 Haupterwerbsbetriebe. Im sekundären Wirtschaftssektor beschäftigten 24 Betriebe 171 Personen, davon etwa zwei Drittel im Bau und ein Drittel bei der Herstellung von Waren. Im tertiären Wirtschaftssektor gaben 61 Betriebe 215 Menschen Arbeit. St. Johann am Walde ist eine Pendlergemeinde, den 133 Einpendlern standen 786 Auspendler gegenüber (Stand 2011).

### Sport
- Schilift in Peretseck
- Sportunion St. Johann am Walde
  - Zweigverein Faustball (Herren: 1 × 2. Landesliga + 1 × Bezirksliga; Damen: ruhend; Diverse Nachwuchsmannschaften)
  - Zweigverein Fußball UFC Saiga Hans (2. Klasse West)
  - Sektion Tischtennis
  - Sektion Tennis
  - Sektion Ski alpin
  - Langlaufloipe klassisch
- Golfanlage

sowie weitere 20 Vereine

### Bildung
In St. Johann am Walde gibt es ein Schulzentrum mit Kindergarten, zwei Schulen und einer Musikschule:
- Kindergarten
- Volksschule
- Mittelschule
- Musikschule

## Politik
Der Gemeinderat hat 19 Mitglieder.
- Mit den Gemeinderats- und Bürgermeisterwahlen in Oberösterreich 2003 hatte der Gemeinderat folgende Verteilung: 12 ÖVP, 11 SPÖ und 2 FPÖ. (25 Mandate)
- Mit den Gemeinderats- und Bürgermeisterwahlen in Oberösterreich 2009 hatte der Gemeinderat folgende Verteilung: 11 SPÖ, 10 ÖVP und 4 FPÖ. (25 Mandate)
- Mit den Gemeinderats- und Bürgermeisterwahlen in Oberösterreich 2015 hatte der Gemeinderat folgende Verteilung: 8 SPÖ, 6 ÖVP und 5 FPÖ. (19 Mandate)
- Mit den Gemeinderats- und Bürgermeisterwahlen in Oberösterreich 2021 hat der Gemeinderat folgende Verteilung: 9 ÖVP, 6 SPÖ und 4 FPÖ.[13][14]

### Bürgermeister
- bis 2009 Ferdinand Reichinger (ÖVP)
- 2009–2021 Gerhard Berger (SPÖ)[15]
- seit 2021 Konrad Nagl (ÖVP)

### Wappen
Offizielle Beschreibung des Gemeindewappens: Geteilt; oben in Grün schräggekreuzt eine goldene, schräglinke Axt und ein goldenes Buchenblatt, unten in Gold drei rote, zwei zu eins gestellte, breitkrempige Hüte. Die Gemeindefarben sind Grün-Gelb.
Das vom Gemeinderat am 4. März 1983 beschlossene Gemeindewappen wurde innerhalb eines Wettbewerbes in der Gemeinde erstellt und von der oberösterreichischen Landesregierung am 18. April 1983 genehmigt. Das Beil bezieht sich sowohl auf den Ortsheiligen als auch auf die stark vorherrschende Forstwirtschaft. Das Buchenblatt gedenkt der ersten Erwähnung des Ortes. Die roten Feiertagshüte in der unteren Wappenhälfte waren, laut mündlicher Überlieferung, das Erkennungsmerkmal der ersten Rodungssiedler, der Spießmoja-Bauern.

## Persönlichkeiten

### Söhne und Töchter der Gemeinde
- Georg Stempfer (1887–1936), Politiker (CSP)